# Grand Chess Tour
Il Grand Chess Tour è un circuito di tornei scacchistici internazionali di alto livello, organizzato dall'ex campione del mondo Garri Kasparov, dall'ex sfidante
per il titolo mondiale Nigel Short e dalla dirigenza della Sinquefield Cup. Il Tour prevede un'alternanza di tornei a tempo lungo e di tornei rapid e blitz, che assegnano dei punti, con i quali viene stilata una classifica finale e determinato un vincitore. In passato il circuito era organizzato anche dalle dirigenze del Norway Chess e del London Chess Classic, che hanno lasciato il circuito rispettivamente nel 2016 e nel 2021.

## Storia
Presentata al pubblico nell'aprile del 2015, la prima edizione del GCT si tenne nella seconda parte dell'anno e prevedeva tre tappe con partite a tempo lungo. La tappa inaugurale fu quella di Stavanger, in Norvegia dove tradizionalmente si disputava il "Norway Chess", che si tenne a giugno. Seguirono le tappe di Saint Louis in agosto ("Sinquefield Cup") e quella di Londra ("London Chess Classic") a dicembre.
Nel gennaio del 2016 gli organizzatori del "Norway Chess" annunciarono la fuoriuscita del torneo dal progetto iniziale per una differenza di vedute con gli altri organizzatori del tour. Kjell Madland, allora direttore del torneo di Stavanger, dichiarò ai media le difficoltà del progetto di ottenere dei contratti commerciali adeguati a causa della natura dei finanziamenti che sostenevano sia il torneo americano sia il torneo londinese, fondati sulle donazioni di alcuni ricchi filantropi. Il torneo norvegese fu sostituito dal GCT con due tornei "rapid & blitz", il primo a Parigi ("Paris GCT") e il secondo a Lovanio, in Belgio ("TheNextMove GCT"). Questo calendario rimase invariato fino all'edizione del 2018 con la sola aggiunta di un torneo a tempo rapido anche a Saint Louis, sede della Sinquefield Cup.
Nell'edizione del 2019 gli organizzatori del torneo di Lovanio uscirono dal Tour, con l'intenzione di tornare nell'edizione successiva. In questa edizione tuttavia il Tour passò da cinque (due a tempo lungo e tre a tempi rapidi) a otto tornei con la conferma di Parigi insieme ai tradizionali tornei di Saint Louis e di Londra. Venne aggiunto un terzo torneo a tempo lungo che si disputò a Zagabria in Croazia, ovvero il "Croazia GCT", mentre gli altri tornei a tempi rapidi furono giocati ad Abidjan, in Costa d'Avorio ("Ivory Coast Rapid & Blitz"), a Bucarest, in Romania ("Superbet Rapid & Blitz") e a Calcutta, in India ("Tata Steel Rapid & Blitz").
Nell'aprile del 2020 gli amministratori del Tour presero la decisione di annullare la stagione a causa della Pandemia di COVID-19. La stagione 2021 iniziò nel mese di giugno con il Superbet Chess Classic di Romania. Rispetto alle novità della stagione 2019 furono riconfermate soltanto le tappe di Zagabria e di Bucarest, che si invertirono di ruolo: la tappa croata fu un torneo rapid & blitz, mentre la tappa rumena fu un torneo a tempo lungo. Le tappe furono in totale cinque, comprendendo anche le tradizionali tappe di Parigi e le due di Saint Louis. Londra, che nelle stagioni precedenti aveva costituito la tappa finale del tour, uscì dal circuito.

## Albo d'oro
|   | Anno | Vincitore        | Punti |
| - | ---- | ---------------- | ----- |
| 1 | 2015 | Magnus Carlsen   | 26    |
| 2 | 2016 | Wesley So        | 36    |
| 3 | 2017 | Magnus Carlsen   | 12    |
| 4 | 2018 | Hikaru Nakamura  | 34,5  |
| 5 | 2019 | Ding Liren       | 43,8  |
| 6 | 2021 | Wesley So        | 36,6  |
| 7 | 2022 | Alireza Firouzja | 36,5  |
| 8 | 2023 | Fabiano Caruana  | 45    |
| 9 | 2024 | Alireza Firouzja | 30,58 |

## Edizioni

### 2015
| # | Torneo               | Luogo       | T | Vincitore       | Data                     | Note  |
| - | -------------------- | ----------- | - | --------------- | ------------------------ | ----- |
| 1 | Norway Chess         | Stavanger   | S | Veselin Topalov | 17 giugno - 25 giugno    | [ 7 ] |
| 2 | Sinquefield Cup      | Saint Louis | S | Lewon Aronyan   | 21 agosto - 3 settembre  | [ 8 ] |
| 3 | London Chess Classic | Londra      | S | Magnus Carlsen  | 3 dicembre - 14 dicembre | [ 9 ] |

### 2016
| # | Torneo               | Luogo       | T | Vincitore       | Data                     | Note |
| - | -------------------- | ----------- | - | --------------- | ------------------------ | ---- |
| 1 | Paris GCT            | Parigi      | R | Hikaru Nakamura | 9 giugno - 12 giugno     |      |
| 2 | YourNextMove GCT     | Lovanio     | R | Magnus Carlsen  | 17 giugno - 20 giugno    |      |
| 3 | Sinquefield Cup      | Saint Louis | S | Wesley So       | 5 agosto - 16 agosto     |      |
| 4 | London Chess Classic | Londra      | S | Wesley So       | 9 dicembre - 18 dicembre |      |

### 2017
| # | Torneo                    | Luogo       | T | Vincitore              | Data                      | Note |
| - | ------------------------- | ----------- | - | ---------------------- | ------------------------- | ---- |
| 1 | Paris GCT                 | Parigi      | R | Magnus Carlsen         | 21 giugno - 25 giugno     |      |
| 2 | YourNextMove GCT          | Lovanio     | R | Magnus Carlsen         | 28 giugno - 2 luglio      |      |
| 3 | Sinquefield Cup           | Saint Louis | S | Maxime Vachier-Lagrave | 2 agosto - 12 agosto      |      |
| 4 | Saint Louis Rapid & Blitz | Saint Louis | R | Lewon Aronyan          | 14 agosto - 19 agosto     |      |
| 5 | London Chess Classic      | Londra      | S | Fabiano Caruana        | 1º dicembre - 11 dicembre |      |

### 2018
| # | Torneo                    | Luogo       | T | Vincitore       | Data                      | Note |
| - | ------------------------- | ----------- | - | --------------- | ------------------------- | ---- |
| 1 | YourNextMove GCT          | Lovanio     | R | Wesley So       | 12 giugno - 16 giugno     |      |
| 2 | Paris GCT                 | Parigi      | R | Hikaru Nakamura | 20 giugno - 24 giugno     |      |
| 3 | Saint Louis Rapid & Blitz | Saint Louis | R | Hikaru Nakamura | 10 agosto - 16 agosto     |      |
| 4 | Sinquefield Cup           | Saint Louis | S | Fabiano Caruana | 17 agosto - 28 agosto     |      |
| 5 | London Chess Classic      | Londra      | S | Hikaru Nakamura | 11 dicembre - 17 dicembre |      |

### 2019
| # | Torneo                      | Luogo       | T | Vincitore              | Data                        | Note |
| - | --------------------------- | ----------- | - | ---------------------- | --------------------------- | ---- |
| 1 | Côte D’Ivoire Rapid & Blitz | Abidjan     | R | Magnus Carlsen         | 8 maggio - 12 maggio        |      |
| 2 | Croatia Grand Chess Tour    | Zagabria    | R | Magnus Carlsen         | 26 giugno - 8 luglio        |      |
| 3 | Paris GCT                   | Parigi      | R | Maxime Vachier-Lagrave | 27 luglio - 1º agosto       |      |
| 4 | Saint Louis Rapid & Blitz   | Saint Louis | R | Lewon Aronyan          | 10 agosto - 15 agosto       |      |
| 5 | Sinquefield Cup             | Saint Louis | S | Ding Liren             | 17 settembre - 29 settembre |      |
| 6 | Superbet Rapid & Blitz      | Bucarest    | R | Lewon Aronyan          | 6 novembre - 8 novembre     |      |
| 7 | Tata Steel Chess India      | Calcutta    | R | Magnus Carlsen         | 22 novembre - 26 novembre   |      |
| 8 | London Chess Classic        | Londra      | S | Ding Liren             | 2 dicembre - 8 dicembre     |      |

### 2021
| # | Torneo                            | Luogo       | T | Vincitore              | Data                  | Note |
| - | --------------------------------- | ----------- | - | ---------------------- | --------------------- | ---- |
| 1 | Superbet Chess Classic            | Bucarest    | S | Shakhriyar Mamedyarov  | 3 giugno - 15 giugno  |      |
| 2 | Paris GCT                         | Parigi      | R | Wesley So              | 18 giugno - 22 giugno |      |
| 3 | SuperUnited Rapid & Blitz Croatia | Zagabria    | R | Maxime Vachier-Lagrave | 7 luglio - 11 luglio  |      |
| 4 | Saint Louis Rapid & Blitz         | Saint Louis | R | Hikaru Nakamura        | 11 agosto - 15 agosto |      |
| 5 | Sinquefield Cup                   | Saint Louis | S | Maxime Vachier-Lagrave | 17 agosto - 27 agosto |      |

### 2022
| # | Torneo                            | Luogo       | T | Vincitore              | Data                       | Note |
| - | --------------------------------- | ----------- | - | ---------------------- | -------------------------- | ---- |
| 1 | Superbet Chess Classic            | Bucarest    | S | Maxime Vachier-Lagrave | 3 maggio - 15 maggio       |      |
| 2 | Superbet Rapid & Blitz Poland     | Varsavia    | R | Jan-Krzysztof Duda     | 17 maggio - 24 maggio      |      |
| 3 | SuperUnited Rapid & Blitz Croatia | Zagabria    | R | Magnus Carlsen         | 18 luglio - 25 luglio      |      |
| 4 | Saint Louis Rapid & Blitz         | Saint Louis | R | Alireza Firouzja       | 24 agosto - 31 agosto      |      |
| 5 | Sinquefield Cup                   | Saint Louis | S | Alireza Firouzja       | 1 settembre - 14 settembre |      |

### 2023
| # | Torneo                            | Luogo       | T | Vincitore       | Data                      | Note |
| - | --------------------------------- | ----------- | - | --------------- | ------------------------- | ---- |
| 1 | Superbet Chess Classic            | Bucarest    | S | Fabiano Caruana | 4 maggio - 16 maggio      |      |
| 2 | Superbet Rapid & Blitz Poland     | Varsavia    | R | Magnus Carlsen  | 19 maggio - 26 maggio     |      |
| 3 | SuperUnited Rapid & Blitz Croatia | Zagabria    | R | Magnus Carlsen  | 3 luglio - 10 luglio      |      |
| 4 | Saint Louis Rapid & Blitz         | Saint Louis | R | Fabiano Caruana | 12 novembre - 19 novembre |      |
| 5 | Sinquefield Cup                   | Saint Louis | S | Fabiano Caruana | 19 novembre - 30 novembre |      |

### 2024
| # | Torneo                            | Luogo       | T | Vincitore        | Data                  | Note |
| - | --------------------------------- | ----------- | - | ---------------- | --------------------- | ---- |
| 1 | Superbet Rapid & Blitz Poland     | Varsavia    | R | Magnus Carlsen   | 8 maggio - 12 maggio  |      |
| 2 | Superbet Romania Chess Classic    | Bucarest    | S | Fabiano Caruana  | 25 giugno - 5 luglio  |      |
| 3 | SuperUnited Rapid & Blitz Croatia | Zagabria    | R | Fabiano Caruana  | 9 luglio - 14 luglio  |      |
| 4 | Saint Louis Rapid & Blitz         | Saint Louis | R | Alireza Firouzja | 11 agosto - 16 luglio |      |
| 5 | Sinquefield Cup                   | Saint Louis | S | Alireza Firouzja | 18 agosto - 29 agosto |      |

### 2025
| # | Torneo                            | Luogo               | T   | Vincitore                    | Data                     | Note |
| - | --------------------------------- | ------------------- | --- | ---------------------------- | ------------------------ | ---- |
| 1 | Superbet Rapid & Blitz Poland     | Varsavia            | R   | Vladimir Vasil'evič Fedoseev | 26 aprile - 30 aprile    |      |
| 2 | Superbet Romania Chess Classic    | Bucarest            | S   | Rameshbabu Praggnanandhaa    | 7 maggio - 16 maggio     |      |
| 3 | SuperUnited Rapid & Blitz Croatia | Zagabria            | R   | Magnus Carlsen               | 2 luglio - 6 luglio      |      |
| 4 | Saint Louis Rapid & Blitz         | Saint Louis         | R   | Lewon Aronyan                | 11 agosto - 15 agosto    |      |
| 5 | Sinquefield Cup                   | Saint Louis         | S   | ---                          | 18 agosto - 28 agosto    |      |
| 6 | Grand Chess Tour Finals           | San Paolo (Brasile) | S/R | ---                          | 28 settembre - 2 ottobre |      |